# 코사 콜
코사 콜(영어: Xhosa Cole, 1997년 ~ 현재)는 영국의 테너 색소폰 연주자이다. 2018년 BBC 영 재즈 뮤지션 오브 더 이어를 수상했으며, 이듬해 팔러멘터리 재즈 어워드에서 재즈 신인상을 수상했다. 스토니 레인 레코드를 통해 세 장의 음반을 발매했다.

## 생애
코사 콜은 영국 버밍엄 핸즈워스에서 태어났다. 2018년, BBC 영 재즈 뮤지션 오브 더 이어를 수상했으며, 2019년에는 팔러멘터리 재즈 어워드에서 재즈 신인상을 수상했다.
그레이트 아메리칸 송북의 일곱 곡을 연주한 콜의 첫 정규 음반인 《K(no)w Them, K(now)w Us》는 2021년 스토니 레인 레코드를 통해 발매됐다. 파이낸셜 타임스는 콜의 "성숙함과 강력한 비전"을 극찬했다. 다음 해에는 두 번째 음반인 《Ibeji》를 발매했다. 요루바어로 쌍둥이를 뜻하는 말로, 아프리카계 음악가와의 협업이 이루어졌다.
2025년, 셀로니어스 몽크와 듀크 엘링턴의 음악을 연주한 세 번째 정규 음반 《On A Modern Genius Vol 1》을 발매했다. 올 어바웃 재즈는 "젊은 재즈 신 내 활력의 증거"라고 언급했다.

## 디스코그래피
- K(no)w Them, K(no)w Us (2021, Stoney Lane)
- Ibeji (2022, Stoney Lane)
- On A Modern Genius Vol 1 (2025, Stoney Lane)